# Endasys daschi
Endasys daschi là một loài tò vò trong họ Ichneumonidae.